# Teatre dramàtic nacional de Kaunas

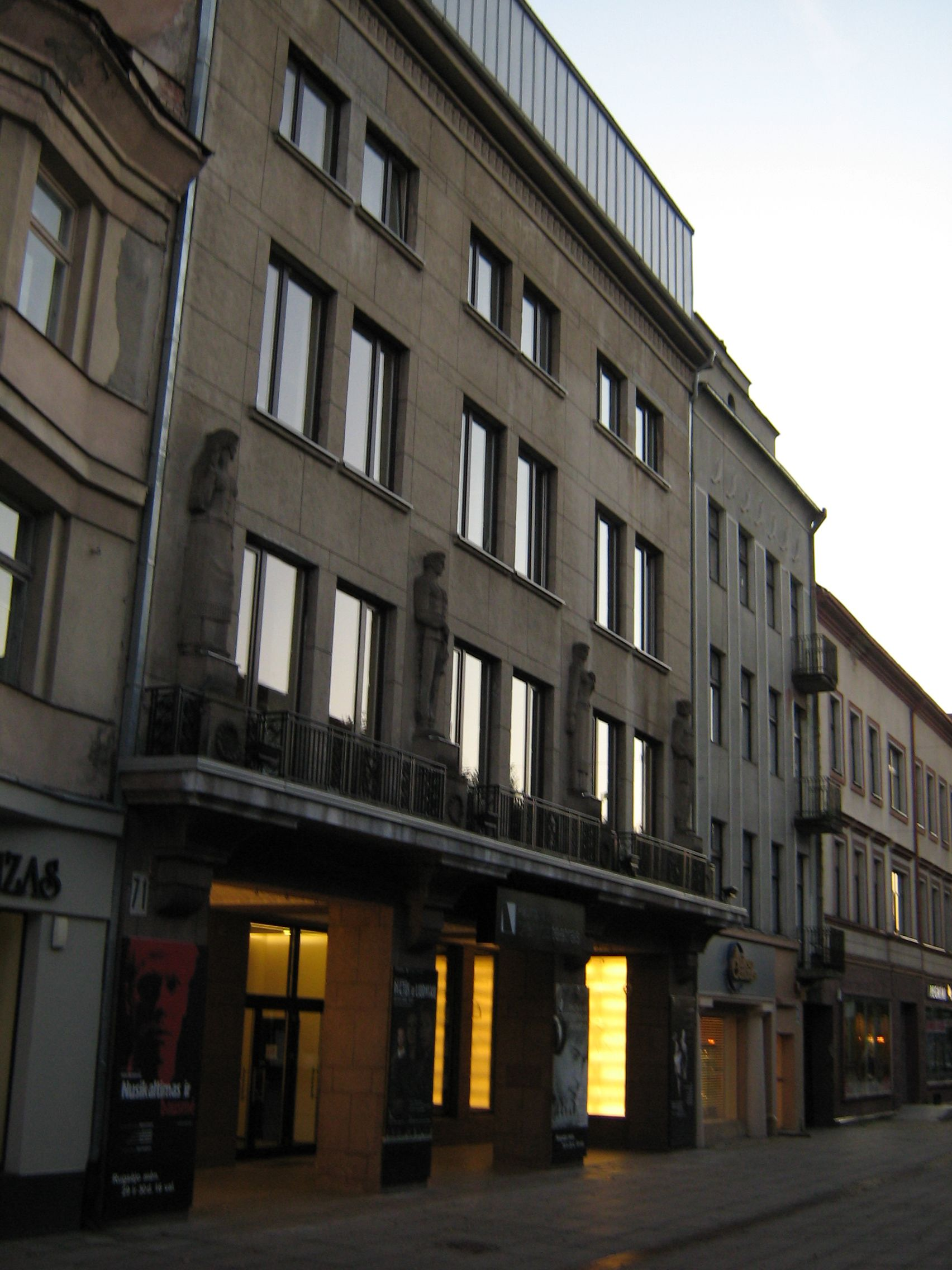
Façana principal

El Teatre dramàtic nacional de Kaunas és el major teatre a Kaunas, i un dels teatres més antic en funcionament a Lituània.

## Història
Els seus inicis es remunten a la dècada de 1920, quan l'Associació Lituana d'artistes ho va crear per representar òpera i teatre. La primera obra de teatre representada pel Teatre dramàtic de Kaunas va ser Joninės d'Hermann Sudermann, dirigida per Juozas Vaickus, que es va estrenar el 19 de desembre de 1920 a l'antic «Teatre de la ciutat de Rússia», en el que avui és el Teatre musical de Kaunas. La companyia va ser l'única organització professional de teatre a Lituània fins a 1931, quan va obrir una sucursal a Šiauliai.
El teatre compartia l'edifici amb l'òpera, i el 1925 se'ls va unir el ballet. En aquest moment el teatre va ser rebatejat com «Teatre de l'Estat». La majoria dels actors inicialment provenien del «Flying Teatre» de Juozas Vaickus, fundat el 1918 a Sant Petersburg, Rússia.
Després d'algunes reformes, Konstantinas Glinskis va esdevenir el seu nou director. El 1926 va ser expulsat pel nou gerent, Antanas Sutkus, juntament amb molts altres actors. Sutkus va portar actors dels desapareguts teatres Vilkolakis i Tautos. El 1928 Sutkus va ser reemplaçat per Jurgis Savickis, qui en 1929 va invitar Andrius Oleka-Žilinskas del Teatre d'art de Moscou. Oleka-Žilinskas va cercar millorar el rendiment utilitzant els mètodes de Konstantín Stanislavski i Vladímir Nemiróvitx-Dàntxenko, i amb aquest objectiu, va invitar el famós Mikhaïl Txékhov a unir-se al teatre. Junts van entrenar joves actors i van establir el teatre jove, encara que el seu treball va ser aclamat per la crítica, el públic en general va mostrar poc entusiasme. Més tard Oleka - Žilinskas es va veure obligat a abandonar el teatre.
Entre 1935 i 1940 les files d'actors del teatre es van veure reforçades pels joves procedents del Teatre Jove i l'Experimental Theatre Acting Studio. Del Teatre Estatal de Kaunas sortien constantment talents cap a altres teatres de nova creació: el Teatre Šiauliai, el Teatre de la Joventut, el Teatre de joves espectadors, i més tard, després que Lituània va recuperar el control de Vílnius, al Teatre Estatal de Vílnius.
El 1940, quan Lituània va ser annexionada per la Unió Soviètica, el teatre es va veure obligat a posar en pràctica la comprensió socialista d'art, i es van veure obligats a lloar al nou règim. Durant l'ocupació nazi de Lituània, també es van fer obres per a lloança d'aquest règim.
A partir del 31 d'octubre de 2012 el seu nom oficial és: Nacionalinis Kauno dramos teatras (Teatre dramàtic nacional de Kaunas).

## Enllaços extderns
- Pàgina web oficial